# HEW Cyclassics 2000
La 5e édition de la HEW Cyclassics a eu lieu le 5 août 2000. Il s'agit de la 6e épreuve de la Coupe du monde de cyclisme 2000. L'Italien Gabriele Missaglia (Lampre-Daikin) s'est imposé au sprint devant Francesco Casagrande et Fabio Baldato.

## Présentation

### Équipes
La HEW Cyclassics figure au calendrier de la Coupe du monde de cyclisme sur route 2000.
On retrouve un total de 23 équipes au départ, 17 faisant partie des GSI, la première division mondiale, et les six dernières des GSII, la seconde division mondiale.
| Groupes sportifs I (17)- Polti - Deutsche Telekom - Festina - Mapei-Quick Step - AG2R Prévoyance - Memory Card-Jack & Jones - Lotto-Adecco - Farm Frites - La Française des jeux - Rabobank - Saeco-Valli & Valli - Cofidis-Le Crédit par Téléphone - Lampre-Daikin - US Postal Service - Vini Caldirola-Sidermec - Liquigas-Pata - Fassa Bortolo Groupes sportifs II (6)- Crédit Agricole - Team Cologne - Gerolsteiner - Team Nürnberger - Linda McCartney Cycling Team - Team Coast |
| |

## Classements

### Classement de la course
| \| Classement général \| Classement général \| Classement général \| Classement général \| Classement général \| \| Coureur \| Coureur \| Pays \| Équipe \| Temps \| \| ------------------ \| -------------------- \| ------------------ \| ------------------------ \| ------------------ \| \| 1er \| Gabriele Missaglia \| Italie \| Lampre-Daikin \| 6 h 17 min 22 s \| \| 2e \| Francesco Casagrande \| Italie \| Vini Caldirola-Sidermec \| + 0 s \| \| 3e \| Fabio Baldato \| Italie \| Fassa Bortolo \| + 2 s \| \| 4e \| Erik Zabel \| Allemagne \| Deutsche Telekom \| + 2 s \| \| 5e \| Thor Hushovd \| Norvège \| Crédit Agricole \| + 2 s \| \| 6e \| Gabriele Balducci \| Italie \| Fassa Bortolo \| + 2 s \| \| 7e \| Marco Zanotti \| Italie \| Liquigas-Pata \| + 2 s \| \| 8e \| Massimiliano Mori \| Italie \| Saeco-Valli & Valli \| + 2 s \| \| 9e \| Magnus Bäckstedt \| Suède \| Crédit Agricole \| + 2 s \| \| 10e \| Romāns Vainšteins \| Lettonie \| Vini Caldirola-Sidermec \| + 2 s \| \| 11e \| Geert Van Bondt \| Belgique \| Farm Frites \| + 2 s \| \| 12e \| Andrea Ferrigato \| Italie \| Fassa Bortolo \| + 2 s \| \| 13e \| Óscar Freire \| Espagne \| Mapei-Quick Step \| + 2 s \| \| 14e \| Arvis Piziks \| Lettonie \| Memory Card-Jack & Jones \| + 2 s \| \| 15e \| Andreï Tchmil \| Belgique \| Lotto-Adecco \| + 2 s \| \| 16e \| Zbigniew Spruch \| Pologne \| Lampre-Daikin \| + 2 s \| \| 17e \| Léon van Bon \| Pays-Bas \| Rabobank \| + 2 s \| \| 18e \| Paolo Bettini \| Italie \| Mapei-Quick Step \| + 2 s \| \| 19e \| Rolf Sørensen \| Danemark \| Rabobank \| + 2 s \| \| 20e \| Fabrizio Guidi \| Italie \| La Française des jeux \| + 2 s \| |                      |           |                          |                 |
| |                      |           |                          |                 |
| |                      |           |                          |                 |
| Classement général |                      |           |                          |                 |
| Coureur | Coureur              | Pays      | Équipe                   | Temps           |
| 1er | Gabriele Missaglia   | Italie    | Lampre-Daikin            | 6 h 17 min 22 s |
| 2e | Francesco Casagrande | Italie    | Vini Caldirola-Sidermec  | + 0 s           |
| 3e | Fabio Baldato        | Italie    | Fassa Bortolo            | + 2 s           |
| 4e | Erik Zabel           | Allemagne | Deutsche Telekom         | + 2 s           |
| 5e | Thor Hushovd         | Norvège   | Crédit Agricole          | + 2 s           |
| 6e | Gabriele Balducci    | Italie    | Fassa Bortolo            | + 2 s           |
| 7e | Marco Zanotti        | Italie    | Liquigas-Pata            | + 2 s           |
| 8e | Massimiliano Mori    | Italie    | Saeco-Valli & Valli      | + 2 s           |
| 9e | Magnus Bäckstedt     | Suède     | Crédit Agricole          | + 2 s           |
| 10e | Romāns Vainšteins    | Lettonie  | Vini Caldirola-Sidermec  | + 2 s           |
| 11e | Geert Van Bondt      | Belgique  | Farm Frites              | + 2 s           |
| 12e | Andrea Ferrigato     | Italie    | Fassa Bortolo            | + 2 s           |
| 13e | Óscar Freire         | Espagne   | Mapei-Quick Step         | + 2 s           |
| 14e | Arvis Piziks         | Lettonie  | Memory Card-Jack & Jones | + 2 s           |
| 15e | Andreï Tchmil        | Belgique  | Lotto-Adecco             | + 2 s           |
| 16e | Zbigniew Spruch      | Pologne   | Lampre-Daikin            | + 2 s           |
| 17e | Léon van Bon         | Pays-Bas  | Rabobank                 | + 2 s           |
| 18e | Paolo Bettini        | Italie    | Mapei-Quick Step         | + 2 s           |
| 19e | Rolf Sørensen        | Danemark  | Rabobank                 | + 2 s           |
| 20e | Fabrizio Guidi       | Italie    | La Française des jeux    | + 2 s           |

### Classement UCI
La course attribue des points à la Coupe du monde de cyclisme sur route 2000 selon le barème suivant :
| Position           | 1er | 2e | 3e | 4e | 5e | 6e | 7e | 8e | 9e | 10e | 11e | 12e | 13e | 14e | 15e | 16e | 17e | 18e | 19e | 20e | 21e | 22e | 23e | 24e | 25e |
| Classement général | 100 | 70 | 50 | 40 | 36 | 32 | 28 | 24 | 20 | 16  | 15  | 14  | 13  | 12  | 11  | 10  | 9   | 8   | 7   | 6   | 5   | 4   | 3   | 2   | 1   |

## Liste des participants
| Polti PLT | Polti PLT               | Polti PLT |
| --------- | ----------------------- | --------- |
| Num       | Coureur                 | Pos       |
| 1         | Jeroen Blijlevens (NED) |           |
| 2         | Enrico Cassani (ITA)    |           |
| 3         | Michele Colleoni (ITA)  |           |
| 4         | Pascal Hervé (FRA)      |           |
| 5         | Eddy Mazzoleni (ITA)    |           |
| 6         | Fabio Sacchi (ITA)      |           |
| 7         | Richard Virenque (FRA)  |           |
| 8         | Bart Voskamp (NED)      |           |

| Deutsche Telekom TEL | Deutsche Telekom TEL      | Deutsche Telekom TEL |
| -------------------- | ------------------------- | -------------------- |
| Num                  | Coureur                   | Pos                  |
| 11                   | Rolf Aldag (GER)          |                      |
| 12                   | Alberto Elli (ITA)        |                      |
| 13                   | Gian Matteo Fagnini (ITA) |                      |
| 14                   | Jens Heppner (GER)        |                      |
| 15                   | Danilo Hondo (GER)        |                      |
| 16                   | Jan Ullrich (GER)         |                      |
| 17                   | Jan Schaffrath (GER)      |                      |
| 18                   | Erik Zabel (GER)          | 4e                   |

| Festina FES | Festina FES             | Festina FES |
| ----------- | ----------------------- | ----------- |
| Num         | Coureur                 | Pos         |
| 21          | Florent Brard (FRA)     |             |
| 22          | Andy Flickinger (FRA)   |             |
| 23          | Sascha Henrix (GER)     |             |
| 24          | Rolf Huser (SUI)        |             |
| 25          | Laurent Madouas (FRA)   |             |
| 26          | Christophe Moreau (FRA) |             |
| 27          | Nicolas Reynaud (FRA)   |             |
| 28          | Marcel Wüst (GER)       |             |

| Mapei-Quick Step MAP | Mapei-Quick Step MAP   | Mapei-Quick Step MAP |
| -------------------- | ---------------------- | -------------------- |
| Num                  | Coureur                | Pos                  |
| 31                   | Michele Bartoli (ITA)  |                      |
| 32                   | Paolo Bettini (ITA)    | 18e                  |
| 33                   | Óscar Freire (ESP)     | 13e                  |
| 34                   | Johan Museeuw (BEL)    |                      |
| 35                   | Luca Scinto (ITA)      |                      |
| 36                   | Tom Steels (BEL)       |                      |
| 37                   | Andrea Tafi (ITA)      |                      |
| 38                   | Max van Heeswijk (NED) |                      |

| AG2R Prévoyance A2R | AG2R Prévoyance A2R        | AG2R Prévoyance A2R |
| ------------------- | -------------------------- | ------------------- |
| Num                 | Coureur                    | Pos                 |
| 41                  | Jaan Kirsipuu (EST)        |                     |
| 42                  | Christophe Agnolutto (FRA) |                     |
| 43                  | Lauri Aus (EST)            |                     |
| 44                  | Stéphane Barthe (FRA)      |                     |
| 45                  | Pascal Chanteur (FRA)      |                     |
| 46                  | Artūras Kasputis (LTU)     |                     |
| 47                  | Andrei Kivilev (KAZ)       |                     |
| 48                  | Innar Mändoja (EST)        |                     |

| Memory Card-Jack & Jones MCJ | Memory Card-Jack & Jones MCJ | Memory Card-Jack & Jones MCJ |
| ---------------------------- | ---------------------------- | ---------------------------- |
| Num                          | Coureur                      | Pos                          |
| 51                           | Tristan Hoffman (NED)        |                              |
| 52                           | Arvis Piziks (LAT)           | 14e                          |
| 53                           | Jakob Piil (DEN)             |                              |
| 54                           | Frank Corvers (BEL)          |                              |
| 55                           | Mikael Kyneb (DEN)           |                              |
| 56                           | Matthew Gilmore (BEL)        |                              |
| 57                           | Bjarke Nielsen (DEN)         |                              |
| 58                           | Nicolaj Bo Larsen (DEN)      |                              |

| Lotto-Adecco LOT | Lotto-Adecco LOT       | Lotto-Adecco LOT |
| ---------------- | ---------------------- | ---------------- |
| Num              | Coureur                | Pos              |
| 61               | Mario Aerts (BEL)      |                  |
| 62               | Fabien De Waele (BEL)  |                  |
| 63               | Thierry Marichal (BEL) |                  |
| 64               | Andreï Tchmil (BEL)    | 15e              |
| 65               | Paul Van Hyfte (BEL)   |                  |
| 66               | Kurt Van Lancker (BEL) |                  |
| 67               | Geert Verheyen (BEL)   |                  |
| 68               | Peter Wuyts (BEL)      |                  |

| Farm Frites FAR | Farm Frites FAR         | Farm Frites FAR |
| --------------- | ----------------------- | --------------- |
| Num             | Coureur                 | Pos             |
| 71              | Geert Van Bondt (BEL)   | 11e             |
| 72              | Andreas Klier (GER)     |                 |
| 73              | Servais Knaven (NED)    |                 |
| 74              | Jans Koerts (NED)       |                 |
| 75              | Glenn Magnusson (SWE)   |                 |
| 76              | Robbie McEwen (AUS)     |                 |
| 77              | Peter Van Petegem (BEL) |                 |
| 78              | Wim Vansevenant (BEL)   |                 |

| La Française des jeux FDJ | La Française des jeux FDJ | La Française des jeux FDJ |
| ------------------------- | ------------------------- | ------------------------- |
| Num                       | Coureur                   | Pos                       |
| 81                        | Fabrizio Guidi (ITA)      | 20e                       |
| 82                        | Frédéric Guesdon (FRA)    |                           |
| 83                        | Frank Høj (DEN)           |                           |
| 84                        | Yvon Ledanois (FRA)       |                           |
| 85                        | Emmanuel Magnien (FRA)    |                           |
| 86                        | Christophe Mengin (FRA)   |                           |
| 87                        | Lars Michaelsen (DEN)     |                           |
| 88                        | Daniel Schnider (SUI)     |                           |

| Rabobank RAB | Rabobank RAB          | Rabobank RAB |
| ------------ | --------------------- | ------------ |
| Num          | Coureur               | Pos          |
| 91           | Erik Dekker (NED)     |              |
| 92           | Steven de Jongh (NED) |              |
| 93           | Léon van Bon (NED)    | 17e          |
| 94           | Rolf Sørensen (DEN)   | 19e          |
| 95           | Markus Zberg (SUI)    |              |
| 96           | Marc Wauters (BEL)    |              |
| 97           | Aart Vierhouten (NED) |              |
| 98           | Jan Boven (NED)       |              |

| Saeco-Valli & Valli SAE | Saeco-Valli & Valli SAE | Saeco-Valli & Valli SAE |
| ----------------------- | ----------------------- | ----------------------- |
| Num                     | Coureur                 | Pos                     |
| 101                     | Pavel Padrnos (CZE)     |                         |
| 102                     | Dario Pieri (ITA)       |                         |
| 103                     | Biagio Conte (ITA)      |                         |
| 104                     | Alessio Galletti (ITA)  |                         |
| 105                     | Jörg Ludewig (GER)      |                         |
| 106                     | Massimiliano Mori (ITA) | 8e                      |
| 107                     | Torsten Nitsche (GER)   |                         |
| 108                     | Christian Wegmann (GER) |                         |

| Cofidis-Le Crédit par Téléphone COF | Cofidis-Le Crédit par Téléphone COF | Cofidis-Le Crédit par Téléphone COF |
| ----------------------------------- | ----------------------------------- | ----------------------------------- |
| Num                                 | Coureur                             | Pos                                 |
| 111                                 | Steve De Wolf (BEL)                 |                                     |
| 112                                 | Peter Farazijn (BEL)                |                                     |
| 113                                 | Claude Lamour (FRA)                 |                                     |
| 114                                 | Massimiliano Lelli (ITA)            |                                     |
| 115                                 | Nico Mattan (BEL)                   |                                     |
| 116                                 | Chris Peers (BEL)                   |                                     |
| 117                                 | Jo Planckaert (BEL)                 |                                     |
| 118                                 | Laurent Desbiens (FRA)              |                                     |

| Lampre-Daikin LAM | Lampre-Daikin LAM        | Lampre-Daikin LAM |
| ----------------- | ------------------------ | ----------------- |
| Num               | Coureur                  | Pos               |
| 121               | Franco Ballerini (ITA)   |                   |
| 122               | Sergio Barbero (ITA)     |                   |
| 123               | Oscar Camenzind (SUI)    |                   |
| 124               | Ludo Dierckxsens (BEL)   |                   |
| 125               | Robert Hunter (RSA)      |                   |
| 126               | Gabriele Missaglia (ITA) | 1er               |
| 127               | Zbigniew Spruch (POL)    | 16e               |
| 128               | Matteo Algeri (ITA)      |                   |

| US Postal Service USP | US Postal Service USP | US Postal Service USP |
| --------------------- | --------------------- | --------------------- |
| Num                   | Coureur               | Pos                   |
| 131                   | Jamie Burrow (GBR)    |                       |
| 132                   | Dylan Casey (USA)     |                       |
| 133                   | Julian Dean (NZL)     |                       |
| 134                   | Benoît Joachim (LUX)  |                       |
| 135                   | Marty Jemison (USA)   |                       |
| 136                   | Levi Leipheimer (USA) |                       |
| 137                   | Kirk O'Bee (USA)      |                       |
| 138                   | Stive Vermaut (BEL)   |                       |

| Vini Caldirola-Sidermec ___ | Vini Caldirola-Sidermec ___ | Vini Caldirola-Sidermec ___ |
| --------------------------- | --------------------------- | --------------------------- |
| Num                         | Coureur                     | Pos                         |
| 141                         | Francesco Casagrande (ITA)  | 2e                          |
| 142                         | Romāns Vainšteins (LAT)     | 10e                         |
| 143                         | Mauro Gianetti (SUI)        |                             |
| 144                         | Marco Milesi (ITA)          |                             |
| 145                         | Gianluca Bortolami (ITA)    |                             |
| 146                         | Matthew White (AUS)         |                             |
| 147                         | Mauro Radaelli (ITA)        |                             |
| 148                         | Massimo Apollonio (ITA)     |                             |

| Liquigas-Pata ___ | Liquigas-Pata ___        | Liquigas-Pata ___ |
| ----------------- | ------------------------ | ----------------- |
| Num               | Coureur                  | Pos               |
| 151               | Daniele Contrini (ITA)   |                   |
| 152               | Giancarlo Raimondi (ITA) |                   |
| 153               | Cristian Moreni (ITA)    |                   |
| 154               | Ellis Rastelli (ITA)     |                   |
| 155               | Davide Rebellin (ITA)    |                   |
| 156               | Cristian Salvato (ITA)   |                   |
| 157               | Denis Zanette (ITA)      |                   |
| 158               | Marco Zanotti (ITA)      | 7e                |

| Crédit Agricole C.A | Crédit Agricole C.A      | Crédit Agricole C.A |
| ------------------- | ------------------------ | ------------------- |
| Num                 | Coureur                  | Pos                 |
| 161                 | Jens Voigt (GER)         |                     |
| 162                 | Magnus Bäckstedt (SWE)   | 9e                  |
| 163                 | Thor Hushovd (NOR)       | 5e                  |
| 164                 | Bobby Julich (USA)       |                     |
| 165                 | Fabrice Gougot (FRA)     |                     |
| 166                 | Christopher Jenner (NZL) |                     |
| 167                 | Anthony Langella (FRA)   |                     |
| 168                 | Anthony Morin (FRA)      |                     |

| Team Cologne TCL | Team Cologne TCL        | Team Cologne TCL |
| ---------------- | ----------------------- | ---------------- |
| Num              | Coureur                 | Pos              |
| 171              | Raymond Meijs (NED)     |                  |
| 172              | Søren Petersen (DEN)    |                  |
| 173              | Bert Grabsch (GER)      |                  |
| 174              | Björn Glasner (GER)     |                  |
| 175              | Jos Lucassen (NED)      |                  |
| 176              | Stefan van Dijk (NED)   |                  |
| 177              | Michael Schlickau (GER) |                  |
| 178              | Tiaan Kannemeyer (RSA)  |                  |

| Gerolsteiner GST | Gerolsteiner GST           | Gerolsteiner GST |
| ---------------- | -------------------------- | ---------------- |
| Num              | Coureur                    | Pos              |
| 181              | René Haselbacher (AUT)     |                  |
| 182              | Svein Gaute Hølestøl (NOR) |                  |
| 183              | Olaf Pollack (GER)         |                  |
| 184              | Michael Rich (GER)         |                  |
| 185              | Torsten Schmidt (GER)      |                  |
| 186              | Tobias Steinhauser (GER)   |                  |
| 187              | Sven Teutenberg (GER)      |                  |
| 188              | Peter Wrolich (AUT)        |                  |

| Team Nürnberger NUR | Team Nürnberger NUR    | Team Nürnberger NUR |
| ------------------- | ---------------------- | ------------------- |
| Num                 | Coureur                | Pos                 |
| 191                 | Artour Babaitsev (RUS) |                     |
| 192                 | Bert Dietz (GER)       |                     |
| 193                 | Thomas Liese (GER)     |                     |
| 194                 | Harald Morscher (AUT)  |                     |
| 195                 | Jörn Reuß (GER)        |                     |
| 196                 | Raphael Schweda (GER)  |                     |
| 197                 | Jürgen Werner (GER)    |                     |
| 198                 | Jens Zemke (GER)       |                     |

| Fassa Bortolo FAS | Fassa Bortolo FAS         | Fassa Bortolo FAS |
| ----------------- | ------------------------- | ----------------- |
| Num               | Coureur                   | Pos               |
| 201               | Fabio Baldato (ITA)       | 3e                |
| 202               | Gabriele Balducci (ITA)   | 6e                |
| 203               | Andrea Ferrigato (ITA)    | 12e               |
| 204               | Leonardo Giordani (ITA)   |                   |
| 205               | Nicola Loda (ITA)         |                   |
| 206               | Luca Mazzanti (ITA)       |                   |
| 207               | Alessandro Petacchi (ITA) |                   |
| 208               | Matteo Tosatto (ITA)      |                   |

| Linda McCartney Cycling Team LMR | Linda McCartney Cycling Team LMR | Linda McCartney Cycling Team LMR |
| -------------------------------- | -------------------------------- | -------------------------------- |
| Num                              | Coureur                          | Pos                              |
| 211                              | Maximilian Sciandri (GBR)        |                                  |
| 212                              | Pascal Richard (SUI)             |                                  |
| 213                              | Tayeb Braikia (DEN)              |                                  |
| 214                              | Benjamin Brooks (AUS)            |                                  |
| 215                              | Maurizio De Pasquale (ITA)       |                                  |
| 216                              | David McKenzie (AUS)             |                                  |
| 217                              | Ciarán Power (IRL)               |                                  |
| 218                              | Matthew Stephens (GBR)           |                                  |

| Team Coast COA | Team Coast COA            | Team Coast COA |
| -------------- | ------------------------- | -------------- |
| Num            | Coureur                   | Pos            |
| 221            | Alexander Aeschbach (SUI) |                |
| 222            | Jan Bratkowski (GER)      |                |
| 223            | Anton Chantyr (RUS)       |                |
| 224            | Bekim Christensen         |                |
| 225            | Michael Giebelmann (GER)  |                |
| 226            | Klaus Mutschler (GER)     |                |
| 227            | Jason Phillips (AUS)      |                |
| 228            | Malte Urban (GER)         |                |

| Polti PLT | Polti PLT               | Polti PLT |
| --------- | ----------------------- | --------- |
| Num       | Coureur                 | Pos       |
| 1         | Jeroen Blijlevens (NED) |           |
| 2         | Enrico Cassani (ITA)    |           |
| 3         | Michele Colleoni (ITA)  |           |
| 4         | Pascal Hervé (FRA)      |           |
| 5         | Eddy Mazzoleni (ITA)    |           |
| 6         | Fabio Sacchi (ITA)      |           |
| 7         | Richard Virenque (FRA)  |           |
| 8         | Bart Voskamp (NED)      |           |

| Deutsche Telekom TEL | Deutsche Telekom TEL      | Deutsche Telekom TEL |
| -------------------- | ------------------------- | -------------------- |
| Num                  | Coureur                   | Pos                  |
| 11                   | Rolf Aldag (GER)          |                      |
| 12                   | Alberto Elli (ITA)        |                      |
| 13                   | Gian Matteo Fagnini (ITA) |                      |
| 14                   | Jens Heppner (GER)        |                      |
| 15                   | Danilo Hondo (GER)        |                      |
| 16                   | Jan Ullrich (GER)         |                      |
| 17                   | Jan Schaffrath (GER)      |                      |
| 18                   | Erik Zabel (GER)          | 4e                   |

| Festina FES | Festina FES             | Festina FES |
| ----------- | ----------------------- | ----------- |
| Num         | Coureur                 | Pos         |
| 21          | Florent Brard (FRA)     |             |
| 22          | Andy Flickinger (FRA)   |             |
| 23          | Sascha Henrix (GER)     |             |
| 24          | Rolf Huser (SUI)        |             |
| 25          | Laurent Madouas (FRA)   |             |
| 26          | Christophe Moreau (FRA) |             |
| 27          | Nicolas Reynaud (FRA)   |             |
| 28          | Marcel Wüst (GER)       |             |

| Mapei-Quick Step MAP | Mapei-Quick Step MAP   | Mapei-Quick Step MAP |
| -------------------- | ---------------------- | -------------------- |
| Num                  | Coureur                | Pos                  |
| 31                   | Michele Bartoli (ITA)  |                      |
| 32                   | Paolo Bettini (ITA)    | 18e                  |
| 33                   | Óscar Freire (ESP)     | 13e                  |
| 34                   | Johan Museeuw (BEL)    |                      |
| 35                   | Luca Scinto (ITA)      |                      |
| 36                   | Tom Steels (BEL)       |                      |
| 37                   | Andrea Tafi (ITA)      |                      |
| 38                   | Max van Heeswijk (NED) |                      |

| AG2R Prévoyance A2R | AG2R Prévoyance A2R        | AG2R Prévoyance A2R |
| ------------------- | -------------------------- | ------------------- |
| Num                 | Coureur                    | Pos                 |
| 41                  | Jaan Kirsipuu (EST)        |                     |
| 42                  | Christophe Agnolutto (FRA) |                     |
| 43                  | Lauri Aus (EST)            |                     |
| 44                  | Stéphane Barthe (FRA)      |                     |
| 45                  | Pascal Chanteur (FRA)      |                     |
| 46                  | Artūras Kasputis (LTU)     |                     |
| 47                  | Andrei Kivilev (KAZ)       |                     |
| 48                  | Innar Mändoja (EST)        |                     |

| Memory Card-Jack & Jones MCJ | Memory Card-Jack & Jones MCJ | Memory Card-Jack & Jones MCJ |
| ---------------------------- | ---------------------------- | ---------------------------- |
| Num                          | Coureur                      | Pos                          |
| 51                           | Tristan Hoffman (NED)        |                              |
| 52                           | Arvis Piziks (LAT)           | 14e                          |
| 53                           | Jakob Piil (DEN)             |                              |
| 54                           | Frank Corvers (BEL)          |                              |
| 55                           | Mikael Kyneb (DEN)           |                              |
| 56                           | Matthew Gilmore (BEL)        |                              |
| 57                           | Bjarke Nielsen (DEN)         |                              |
| 58                           | Nicolaj Bo Larsen (DEN)      |                              |

| Lotto-Adecco LOT | Lotto-Adecco LOT       | Lotto-Adecco LOT |
| ---------------- | ---------------------- | ---------------- |
| Num              | Coureur                | Pos              |
| 61               | Mario Aerts (BEL)      |                  |
| 62               | Fabien De Waele (BEL)  |                  |
| 63               | Thierry Marichal (BEL) |                  |
| 64               | Andreï Tchmil (BEL)    | 15e              |
| 65               | Paul Van Hyfte (BEL)   |                  |
| 66               | Kurt Van Lancker (BEL) |                  |
| 67               | Geert Verheyen (BEL)   |                  |
| 68               | Peter Wuyts (BEL)      |                  |

| Farm Frites FAR | Farm Frites FAR         | Farm Frites FAR |
| --------------- | ----------------------- | --------------- |
| Num             | Coureur                 | Pos             |
| 71              | Geert Van Bondt (BEL)   | 11e             |
| 72              | Andreas Klier (GER)     |                 |
| 73              | Servais Knaven (NED)    |                 |
| 74              | Jans Koerts (NED)       |                 |
| 75              | Glenn Magnusson (SWE)   |                 |
| 76              | Robbie McEwen (AUS)     |                 |
| 77              | Peter Van Petegem (BEL) |                 |
| 78              | Wim Vansevenant (BEL)   |                 |

| La Française des jeux FDJ | La Française des jeux FDJ | La Française des jeux FDJ |
| ------------------------- | ------------------------- | ------------------------- |
| Num                       | Coureur                   | Pos                       |
| 81                        | Fabrizio Guidi (ITA)      | 20e                       |
| 82                        | Frédéric Guesdon (FRA)    |                           |
| 83                        | Frank Høj (DEN)           |                           |
| 84                        | Yvon Ledanois (FRA)       |                           |
| 85                        | Emmanuel Magnien (FRA)    |                           |
| 86                        | Christophe Mengin (FRA)   |                           |
| 87                        | Lars Michaelsen (DEN)     |                           |
| 88                        | Daniel Schnider (SUI)     |                           |

| Rabobank RAB | Rabobank RAB          | Rabobank RAB |
| ------------ | --------------------- | ------------ |
| Num          | Coureur               | Pos          |
| 91           | Erik Dekker (NED)     |              |
| 92           | Steven de Jongh (NED) |              |
| 93           | Léon van Bon (NED)    | 17e          |
| 94           | Rolf Sørensen (DEN)   | 19e          |
| 95           | Markus Zberg (SUI)    |              |
| 96           | Marc Wauters (BEL)    |              |
| 97           | Aart Vierhouten (NED) |              |
| 98           | Jan Boven (NED)       |              |

| Saeco-Valli & Valli SAE | Saeco-Valli & Valli SAE | Saeco-Valli & Valli SAE |
| ----------------------- | ----------------------- | ----------------------- |
| Num                     | Coureur                 | Pos                     |
| 101                     | Pavel Padrnos (CZE)     |                         |
| 102                     | Dario Pieri (ITA)       |                         |
| 103                     | Biagio Conte (ITA)      |                         |
| 104                     | Alessio Galletti (ITA)  |                         |
| 105                     | Jörg Ludewig (GER)      |                         |
| 106                     | Massimiliano Mori (ITA) | 8e                      |
| 107                     | Torsten Nitsche (GER)   |                         |
| 108                     | Christian Wegmann (GER) |                         |

| Cofidis-Le Crédit par Téléphone COF | Cofidis-Le Crédit par Téléphone COF | Cofidis-Le Crédit par Téléphone COF |
| ----------------------------------- | ----------------------------------- | ----------------------------------- |
| Num                                 | Coureur                             | Pos                                 |
| 111                                 | Steve De Wolf (BEL)                 |                                     |
| 112                                 | Peter Farazijn (BEL)                |                                     |
| 113                                 | Claude Lamour (FRA)                 |                                     |
| 114                                 | Massimiliano Lelli (ITA)            |                                     |
| 115                                 | Nico Mattan (BEL)                   |                                     |
| 116                                 | Chris Peers (BEL)                   |                                     |
| 117                                 | Jo Planckaert (BEL)                 |                                     |
| 118                                 | Laurent Desbiens (FRA)              |                                     |

| Lampre-Daikin LAM | Lampre-Daikin LAM        | Lampre-Daikin LAM |
| ----------------- | ------------------------ | ----------------- |
| Num               | Coureur                  | Pos               |
| 121               | Franco Ballerini (ITA)   |                   |
| 122               | Sergio Barbero (ITA)     |                   |
| 123               | Oscar Camenzind (SUI)    |                   |
| 124               | Ludo Dierckxsens (BEL)   |                   |
| 125               | Robert Hunter (RSA)      |                   |
| 126               | Gabriele Missaglia (ITA) | 1er               |
| 127               | Zbigniew Spruch (POL)    | 16e               |
| 128               | Matteo Algeri (ITA)      |                   |

| US Postal Service USP | US Postal Service USP | US Postal Service USP |
| --------------------- | --------------------- | --------------------- |
| Num                   | Coureur               | Pos                   |
| 131                   | Jamie Burrow (GBR)    |                       |
| 132                   | Dylan Casey (USA)     |                       |
| 133                   | Julian Dean (NZL)     |                       |
| 134                   | Benoît Joachim (LUX)  |                       |
| 135                   | Marty Jemison (USA)   |                       |
| 136                   | Levi Leipheimer (USA) |                       |
| 137                   | Kirk O'Bee (USA)      |                       |
| 138                   | Stive Vermaut (BEL)   |                       |

| Vini Caldirola-Sidermec ___ | Vini Caldirola-Sidermec ___ | Vini Caldirola-Sidermec ___ |
| --------------------------- | --------------------------- | --------------------------- |
| Num                         | Coureur                     | Pos                         |
| 141                         | Francesco Casagrande (ITA)  | 2e                          |
| 142                         | Romāns Vainšteins (LAT)     | 10e                         |
| 143                         | Mauro Gianetti (SUI)        |                             |
| 144                         | Marco Milesi (ITA)          |                             |
| 145                         | Gianluca Bortolami (ITA)    |                             |
| 146                         | Matthew White (AUS)         |                             |
| 147                         | Mauro Radaelli (ITA)        |                             |
| 148                         | Massimo Apollonio (ITA)     |                             |

| Liquigas-Pata ___ | Liquigas-Pata ___        | Liquigas-Pata ___ |
| ----------------- | ------------------------ | ----------------- |
| Num               | Coureur                  | Pos               |
| 151               | Daniele Contrini (ITA)   |                   |
| 152               | Giancarlo Raimondi (ITA) |                   |
| 153               | Cristian Moreni (ITA)    |                   |
| 154               | Ellis Rastelli (ITA)     |                   |
| 155               | Davide Rebellin (ITA)    |                   |
| 156               | Cristian Salvato (ITA)   |                   |
| 157               | Denis Zanette (ITA)      |                   |
| 158               | Marco Zanotti (ITA)      | 7e                |

| Crédit Agricole C.A | Crédit Agricole C.A      | Crédit Agricole C.A |
| ------------------- | ------------------------ | ------------------- |
| Num                 | Coureur                  | Pos                 |
| 161                 | Jens Voigt (GER)         |                     |
| 162                 | Magnus Bäckstedt (SWE)   | 9e                  |
| 163                 | Thor Hushovd (NOR)       | 5e                  |
| 164                 | Bobby Julich (USA)       |                     |
| 165                 | Fabrice Gougot (FRA)     |                     |
| 166                 | Christopher Jenner (NZL) |                     |
| 167                 | Anthony Langella (FRA)   |                     |
| 168                 | Anthony Morin (FRA)      |                     |

| Team Cologne TCL | Team Cologne TCL        | Team Cologne TCL |
| ---------------- | ----------------------- | ---------------- |
| Num              | Coureur                 | Pos              |
| 171              | Raymond Meijs (NED)     |                  |
| 172              | Søren Petersen (DEN)    |                  |
| 173              | Bert Grabsch (GER)      |                  |
| 174              | Björn Glasner (GER)     |                  |
| 175              | Jos Lucassen (NED)      |                  |
| 176              | Stefan van Dijk (NED)   |                  |
| 177              | Michael Schlickau (GER) |                  |
| 178              | Tiaan Kannemeyer (RSA)  |                  |

| Gerolsteiner GST | Gerolsteiner GST           | Gerolsteiner GST |
| ---------------- | -------------------------- | ---------------- |
| Num              | Coureur                    | Pos              |
| 181              | René Haselbacher (AUT)     |                  |
| 182              | Svein Gaute Hølestøl (NOR) |                  |
| 183              | Olaf Pollack (GER)         |                  |
| 184              | Michael Rich (GER)         |                  |
| 185              | Torsten Schmidt (GER)      |                  |
| 186              | Tobias Steinhauser (GER)   |                  |
| 187              | Sven Teutenberg (GER)      |                  |
| 188              | Peter Wrolich (AUT)        |                  |

| Team Nürnberger NUR | Team Nürnberger NUR    | Team Nürnberger NUR |
| ------------------- | ---------------------- | ------------------- |
| Num                 | Coureur                | Pos                 |
| 191                 | Artour Babaitsev (RUS) |                     |
| 192                 | Bert Dietz (GER)       |                     |
| 193                 | Thomas Liese (GER)     |                     |
| 194                 | Harald Morscher (AUT)  |                     |
| 195                 | Jörn Reuß (GER)        |                     |
| 196                 | Raphael Schweda (GER)  |                     |
| 197                 | Jürgen Werner (GER)    |                     |
| 198                 | Jens Zemke (GER)       |                     |

| Fassa Bortolo FAS | Fassa Bortolo FAS         | Fassa Bortolo FAS |
| ----------------- | ------------------------- | ----------------- |
| Num               | Coureur                   | Pos               |
| 201               | Fabio Baldato (ITA)       | 3e                |
| 202               | Gabriele Balducci (ITA)   | 6e                |
| 203               | Andrea Ferrigato (ITA)    | 12e               |
| 204               | Leonardo Giordani (ITA)   |                   |
| 205               | Nicola Loda (ITA)         |                   |
| 206               | Luca Mazzanti (ITA)       |                   |
| 207               | Alessandro Petacchi (ITA) |                   |
| 208               | Matteo Tosatto (ITA)      |                   |

| Linda McCartney Cycling Team LMR | Linda McCartney Cycling Team LMR | Linda McCartney Cycling Team LMR |
| -------------------------------- | -------------------------------- | -------------------------------- |
| Num                              | Coureur                          | Pos                              |
| 211                              | Maximilian Sciandri (GBR)        |                                  |
| 212                              | Pascal Richard (SUI)             |                                  |
| 213                              | Tayeb Braikia (DEN)              |                                  |
| 214                              | Benjamin Brooks (AUS)            |                                  |
| 215                              | Maurizio De Pasquale (ITA)       |                                  |
| 216                              | David McKenzie (AUS)             |                                  |
| 217                              | Ciarán Power (IRL)               |                                  |
| 218                              | Matthew Stephens (GBR)           |                                  |

| Team Coast COA | Team Coast COA            | Team Coast COA |
| -------------- | ------------------------- | -------------- |
| Num            | Coureur                   | Pos            |
| 221            | Alexander Aeschbach (SUI) |                |
| 222            | Jan Bratkowski (GER)      |                |
| 223            | Anton Chantyr (RUS)       |                |
| 224            | Bekim Christensen         |                |
| 225            | Michael Giebelmann (GER)  |                |
| 226            | Klaus Mutschler (GER)     |                |
| 227            | Jason Phillips (AUS)      |                |
| 228            | Malte Urban (GER)         |                |